# أبو زكرياء يحيى الوطاسي
أبو زكرياء يحيى بن زيان الوطاسي كان وزيرا للسلطان المريني الأخير أبو محمد عبد الحق في فاس ووصيا وحاكما فعليا للدولة المغربية خلال الفترة التي امتدت من عام 1420م وحتى عام 1448م، وهو مؤسس سلالة الوزراء الوطاسيين والسلاطين اللاحقين، ولهذا السبب غالبًا ما يُشار إليه باسم يحيى الأول في سلسلة الحكام الوطاسيين. كما اشتهر أبو زكرياء يحيى الوطاسي أيضًا في الوثائق التاريخية البرتغالية بلقب الأزرق، وقد توفي عام 1448 تاركاً منصب وزيره إلى علي بن يوسف.

## التاريخ
ينحدر أبو زكرياء يحيى الوطاسي من قبيلة بني وطاس، وهي قبيلة بربرية مغربية استوطنت منطقة الريف المغربية واتخذت من قلعة تازوضا معقلًا لها وقد ارتبطت بعلاقات وثيقة مع سلاطين المرينيين في المغرب.
كان استيلاء البرتغاليين على مدينة سبتة في عام 1415 بمثابة صدمة للمغاربة. وفي عام 1418، قاد السلطان المريني أبو سعيد عثمان الثاني جيشًا مغاربيا في حملة لاستعادتها. وبعد حصار المدينة لبعض الوقت، فشلت تلك الحملة في نهاية الأمر وقد سبب هذا استياءً واسع النطاق في أرجاء الدولة المرينية مما هدد استقرارها، وبلغ هذا التهديد ذروته عندما وقع انقلاب في فاس عام 1420 فاغتيل السلطان أبو سعيد عثمان الثاني، ولم يكن ولي العهد والوريث الشرعي للحكم سوى طفل يبلغ من العمر عامًا واحدًا هو أبو محمد عبد الحق الثاني. كان أبو زكرياء يحيى الوطاسي في ذلك الوقت حاكمًا لسلا، وبمجرد سماعه لنبأ اغتيال السلطان أبو سعيد عثمان الثاني غادر سلا إلى فاس واستولى على القصر الملكي في فاس، وأعلن الطفل عبد الحق الثاني سلطانًا جديدًا للدولة المرينية وأعلن نفسه وصيًا عليه ووزيرا له. ساعد أبو زكريا في ذلك علاقاته القوية بالشخصيات المؤثرة في القصر المريني والذين وقفوا ضد وصول منافسيه إلى سدة الحكم خشية أن يسلموا المملكة لأطراف خارجية. وعلى الرغم من ذلك لم تمتد سلطة أبو زكرياء يحيى الوطاسي إلى خارج القصر الملكي في فاس، ورفض منافسيه الطامعين في السلطة الاعتراف به كوزيرا ووصيا على السلطان الصغير مما أجج الصراع وعمت الفوضى في ربوع المملكة وتدخل بنو نصر حكام غرناطة وبنو زيان حكام تلمسان فدعم كل منهم أحد المتنافسين على السلطة للوصاية على العرش المغربي، واستغل البدو الرحل في منطقة الريف ورجال القبائل الهلالية حالة الفوضى العامة ليقوموا بشن سلسلة من الغارات على المدن والمستوطنات الأصغر. ومع الفوضى العارمة التي ضربت أنحاء المملكة، سعى البرتغاليين لإحكام سيطرتهم على مدينة سبتة. استمرت الفوضى في المملكة لعدة سنوات كافح خلالها أبو زكريا لدرء الصراعات واستعادة وحدة المملكة تحت حكم السلطان الصغير. وفي عام 1436 عندما بلغ السلطان عبد الحق الثاني سنا يسمح له بتولي مقاليد الحكم، رفض أبو زكرياء يحيى الوطاسي التنازل عن الوصاية على العرش. وشعر البرتغاليون بأزمة سياسية جديدة تلوح في الأفق، ففكروا في أن هذه فرصة مناسبة للاستيلاء على المغرب مرة أخرى، فبدأوا في تنظيم حملة للاستيلاء على قلعة طنجة. وهبطت القوة الاستكشافية البرتغالية، بقيادة الأمير البرتغالي هنري الملاح شخصيًا، في أغسطس 1437، ولكنه لم يتمكن من الاستيلاء على المدينة.
سمح الهجوم البرتغالي لأبي زكرياء يحيى الوطاسي بالدعوة لتوحيد الصفوف لطرد المهاجمين الأجانب، وبالفعل اجتمعت قوات أتت من جميع أنحاء المغرب، ووضعت نفسها تحت تصرف حاكم طنجة، كما قاد أبو زكريا جيشًا ضخمًا متجها إلى طنجة، وحاصر المعسكر البرتغالي في بداية شهر أكتوبر 1437. تسبب الحصار الذي فرضه أبو زكرياء يحيى الوطاسي في تجويع القوة الاستكشافية البرتغالية حتى استسلمت. وفي 15 أكتوبر، وافق الأمير هنري على معاهدة لتسليم سبتة إلى المغرب، مقابل السماح له بسحب جيشه دون مضايقة. بعد فشل الحملة البرتغالية على طنجة في عام 1437 التزم الملك دوارتي الأول من البرتغال بتسليم مدينة سبتة وبتسليم أخيه فرناندو الأمير القديس كرهينة. وعملاً بكلام البابا، ضحى بشقيقه بدلا من مكانته التجارية. توفي إنفانتي في فاس في سن ست سنوات (1443). ضربته الكنيسة عام 1470 واعتبرته شهيدًا للإيمان الكاثوليكي.
تحول أبو زكرياء يحيى الوطاسي بعد طرد البرتغاليين من طنجة إلى بطل قومي تجمع حوله الصوفيون الذين لطالما قادوا المعارضة الشعبية لوصايته على عرش السلطنة، وسرعان ما نجح في ضم المنافسين والحكام الإقليميين إلى صفوفه، وعدل السلطان المريني أبو محمد عبد الحق الثاني عن قراره بعزل وزيره أبو زكرياء يحيى الوطاسي الذي ازداد نفوذه وأصبح يتمتع بشعبية أكبر على نطاق واسع من أرجاء السلطنة. واحتفالًا بانتصاره على البرتغاليين، أقام أبو زكرياء يحيى الوطاسي ضريحًا لزاوية مولاي إدريس الثاني في مدينة فاس فوق قبر إدريس الثاني، ثاني حكام الدولة الإدريسية في المغرب في عام 807. كان الاعتقاد السائد منذ فترة طويلة أن رفات إدريس الثاني مدفونة مع والده إدريس الأول مؤسس سلالة الإدريسيين في مقبرة مولاي إدريس بالقرب من منطقة وليلي، ولكن سرعان ما تغير هذا الاعتقاد عندما عثر على الجثمان غير المتحلل لإدريس الثاني في موقع القبر الجديد حوالي عام 1307، فأصبح الضريح الذي أقامه أبو زكرياء يحيى الوطاسي لإدريس الثاني بمثابة نصب تذكاري للانتصار الذي حققه أبو زكريا في طنجة.
وفي نهاية المطاف، رفض البرتغاليون الوفاء بالمعاهدة، وسمحوا لرهائنهم، بما في ذلك الأمير الملكي فرديناند القديس، بالتعفن في السجون المغربية، بدلاً من التخلي عن سبتة. توفي فرديناند في عام 1443 غير أن هذا لم يقلل من هيبة أبو زكريا الذي استمر في حكم المغرب حتى وفاته عام 1448، وقد سمحت له شعبيته الكاسحة وسلطته باختيار ابن أخيه علي بن يوسف لخلافته كوزير للمغرب بعد وفاته. ثم خلف يحيى بن أبي زكرياء يحيى الوطاسي بعد ذلك ابن عمه علي بن يوسف في منصب الوزير في عام 1458.

### مقالات ذات صلة
- الدولة المرينية
- الوطاسيون

### روابط خارجية
- تشارلز أندريه جوليان، تاريخ شمال أفريقيا، من الأصول حتى عام 1830، إد. الأصلي 1931، القصب. بايوت، باريس، 1994، (ردمك 978-2-228-88789-2)
- (بالعربية) الوطاسيون/بنو الوطاس Les Wattassides / Bann-Wattas
- « سلالات مسلمة / شمال أفريقيا، واتاسيديس " ( أرشيف • Wikiwix • Archive.is • Google • ماذا تفعل؟ ) (تم الوصول في 21 أغسطس 2014 )
- جانين ودومينيك سورديل، القاموس التاريخي للإسلام، محرر PUF، (ردمك 978-2-13-054536-1)، ص. 850، مقالة Wattassides